# Welsh voetbalelftal in 2015
Het Welsh voetbalelftal speelde in totaal zeven officiële interlands in het jaar 2015, waaronder zes wedstrijden in de kwalificatiereeks voor de EK-eindronde 2016 in Frankrijk. Onder leiding van bondscoach Chris Coleman wist de ploeg zich voor het eerst in de geschiedenis te plaatsen voor de EK-eindronde. Op de in 1993 geïntroduceerde FIFA-wereldranglijst steeg Wales in 2015 van de 34ste (januari 2015) naar de 17de plaats (december 2015).

## Balans
| Wedstrijden | Wedstrijden | Wedstrijden | Wedstrijden | Doelpunten | Doelpunten | Doelpunten | Punten |
| Gespeeld    | Winst       | Gelijk      | Verlies     | Voor       | Tegen      | Saldo      | Punten |
| ----------- | ----------- | ----------- | ----------- | ---------- | ---------- | ---------- | ------ |
| 7           | 4           | 1           | 2           | 9          | 5          | +4         | 1.286  |

## Interlands
|                                                             |        |                                                    |       |                                                                                   |
| 28 maart EK-kwalificatie № 615 «onderlinge duels» 20:45 uur | Israël | 0 – 3                                              | Wales | Sammy Oferstadion, Haifa Toeschouwers: 30.200 Scheidsrechter: Milorad Mažić (SRB) |
| 28 maart EK-kwalificatie № 615 «onderlinge duels» 20:45 uur |        | 45+1' Aaron Ramsey 50' Gareth Bale 77' Gareth Bale |       | Sammy Oferstadion, Haifa Toeschouwers: 30.200 Scheidsrechter: Milorad Mažić (SRB) |

|                                                            |                 |       |        |                                                                                      |
| 12 juni EK-kwalificatie № 616 «onderlinge duels» 20:45 uur | Wales           | 1 – 0 | België | Cardiff City Stadium, Cardiff Toeschouwers: 33.280 Scheidsrechter: Felix Brych (GER) |
| 12 juni EK-kwalificatie № 616 «onderlinge duels» 20:45 uur | Gareth Bale 25' |       |        | Cardiff City Stadium, Cardiff Toeschouwers: 33.280 Scheidsrechter: Felix Brych (GER) |

|                                                                |        |                 |       |                                                                                    |
| 3 september EK-kwalificatie № 617 «onderlinge duels» 20:45 uur | Cyprus | 0 – 1           | Wales | GSP Stadium, Strovolos Toeschouwers: 14.992 Scheidsrechter: Szymon Marciniak (GER) |
| 3 september EK-kwalificatie № 617 «onderlinge duels» 20:45 uur |        | 82' Gareth Bale |       | GSP Stadium, Strovolos Toeschouwers: 14.992 Scheidsrechter: Szymon Marciniak (GER) |

|                                                                |       |       |        |                                                                                     |
| 6 september EK-kwalificatie № 618 «onderlinge duels» 18:00 uur | Wales | 0 – 0 | Israël | Cardiff City Stadium, Cardiff Toeschouwers: 32.653 Scheidsrechter: Ivan Bebek (CRO) |
| 6 september EK-kwalificatie № 618 «onderlinge duels» 18:00 uur |       |       |        | Cardiff City Stadium, Cardiff Toeschouwers: 32.653 Scheidsrechter: Ivan Bebek (CRO) |

|                                                               |                                    |       |       |                                                                                 |
| 10 oktober EK-kwalificatie № 619 «onderlinge duels» 20:45 uur | Bosnië en Herz.                    | 2 – 0 | Wales | Bilino Polje, Zenica Toeschouwers: 12.000 Scheidsrechter: Alberto Undiano (ESP) |
| 10 oktober EK-kwalificatie № 619 «onderlinge duels» 20:45 uur | Milan Đurić 71' Vedad Ibišević 90' |       |       | Bilino Polje, Zenica Toeschouwers: 12.000 Scheidsrechter: Alberto Undiano (ESP) |

|                                                               |                                  |       |         |                                                                                     |
| 13 oktober EK-kwalificatie № 620 «onderlinge duels» 20:45 uur | Wales                            | 2 – 0 | Andorra | Cardiff City Stadium, Cardiff Toeschouwers: 33.280 Scheidsrechter: Kevin Blom (NED) |
| 13 oktober EK-kwalificatie № 620 «onderlinge duels» 20:45 uur | Aaron Ramsey 50' Gareth Bale 86' |       |         | Cardiff City Stadium, Cardiff Toeschouwers: 33.280 Scheidsrechter: Kevin Blom (NED) |

|                                                                  |                                |       |                                                |                                                                                         |
| 13 november Vriendschappelijk № 621 «onderlinge duels» 20:45 uur | Wales                          | 2 – 3 | Nederland                                      | Cardiff City Stadium, Cardiff Toeschouwers: 25.669 Scheidsrechter: Benoît Bastien (FRA) |
| 13 november Vriendschappelijk № 621 «onderlinge duels» 20:45 uur | Joe Ledley 45+3' Emyr Huws 70' |       | 32' Bas Dost 55' Arjen Robben 81' Arjen Robben | Cardiff City Stadium, Cardiff Toeschouwers: 25.669 Scheidsrechter: Benoît Bastien (FRA) |

## FIFA-wereldranglijst
| JAN | FEB | MAR | APR | MEI | JUN | JUL | AUG | SEP | OKT | NOV | DEC |
| --- | --- | --- | --- | --- | --- | --- | --- | --- | --- | --- | --- |
| 34  | 34  | 37  | 22  | 21  | 22  | 10  | 9   | 9   | 8   | 15  | 17  |

## Statistieken
| Wayne Hennessey    | 1987-01-24 | Crystal Palace          | 7 | 0 | 0 | 54 | 0  |
| Owain Fôn Williams | 1987-03-17 | Inverness Caledonian T. | 0 | 1 | 0 | 1  | 0  |
| Verdediging        |            |                         |   |   |   |    |    |
| Chris Gunter       | 1989-07-21 | Reading                 | 7 | 0 | 0 | 64 | 0  |
| Ashley Williams    | 1984-08-23 | Swansea City            | 7 | 0 | 0 | 56 | 1  |
| Benjamin Davies    | 1993-04-24 | Tottenham Hotspur       | 6 | 0 | 0 | 18 | 0  |
| Neil Taylor        | 1989-02-07 | Swansea City            | 6 | 0 | 0 | 26 | 0  |
| Jazz Richards      | 1991-04-12 | Fulham                  | 4 | 0 | 0 | 8  | 0  |
| James Chester      | 1989-01-23 | West Bromwich Albion    | 3 | 0 | 0 | 8  | 0  |
| James Collins      | 1983-08-23 | West Ham United         | 1 | 1 | 0 | 46 | 3  |
| Paul Dummett       | 1991-09-26 | Newcastle United        | 0 | 1 | 0 | 2  | 0  |
| Adam Henley        | 1994-06-14 | Blackburn Rovers        | 0 | 1 | 0 | 1  | 0  |
| Middenveld         |            |                         |   |   |   |    |    |
| Gareth Bale        | 1989-07-16 | Real Madrid             | 6 | 0 | 5 | 54 | 19 |
| Aaron Ramsey       | 1990-12-26 | Arsenal                 | 6 | 0 | 2 | 38 | 10 |
| Joe Ledley         | 1987-01-23 | Crystal Palace          | 4 | 0 | 1 | 59 | 4  |
| Joe Allen          | 1990-03-14 | Liverpool               | 4 | 0 | 0 | 23 | 0  |
| Andy King          | 1988-10-29 | Leicester City          | 3 | 1 | 0 | 32 | 2  |
| David Edwards      | 1986-02-03 | Wolverhampton W.        | 2 | 2 | 0 | 31 | 3  |
| Jonathan Williams  | 1993-10-09 | Milton Keynes Dons      | 2 | 0 | 0 | 9  | 0  |
| Tom Lawrence       | 1994-01-13 | Cardiff City            | 1 | 1 | 0 | 2  | 0  |
| David Vaughan      | 1983-02-18 | Nottingham Forest       | 1 | 1 | 0 | 40 | 1  |
| Shaun MacDonald    | 1988-06-17 | Bournemouth             | 0 | 2 | 0 | 3  | 0  |
| Emyr Huws          | 1993-09-30 | Huddersfield Town       | 0 | 1 | 1 | 5  | 1  |
| George Williams    | 1995-09-07 | Gillingham              | 0 | 1 | 0 | 6  | 0  |
| Aanval             |            |                         |   |   |   |    |    |
| Hal Robson-Kanu    | 1989-05-21 | Reading                 | 6 | 0 | 0 | 30 | 2  |
| Sam Vokes          | 1989-10-21 | Burnley                 | 1 | 5 | 0 | 37 | 6  |
| Simon Church       | 1988-12-10 | Aberdeen                | 0 | 4 | 0 | 33 | 2  |

FAW · A-internationals · Bondscoaches · Statistieken · Welsh vrouwenelftal · Brits olympisch elftal · Wales U21 · Wales U20 · Wales U19 · Wales U18 · Wales U17 · Wales U16
1876 – 1899 ·
1900 – 1919 ·
1920 – 1929 ·
1930 – 1939 ·
1940 – 1949 ·
1950 – 1959 ·
1960 – 1969 ·
1970 – 1979 ·
1980 – 1989 ·
1990 – 1999 ·
2000 – 2009 ·
2010 – 2019 ·
2020 − 2029
EK 2016 · 
EK 2020
WK 1958
1876 · 
1877 · 
1878 · 
1879 · 
1880 · 
1881 · 
1882 · 
1883 · 
1884 · 
1885 · 
1886 · 
1887 · 
1888 · 
1889 · 
1890 · 
1891 · 
1892 · 
1893 · 
1894 · 
1895 · 
1896 · 
1897 · 
1898 · 
1899 · 
1900 · 
1901 · 
1902 · 
1903 · 
1904 · 
1905 · 
1906 · 
1907 · 
1908 · 
1909 · 
1910 · 
1911 · 
1912 · 
1913 · 
1914 · 
1915 · 1916 · 1917 · 1918 · 1919 · 
1920 · 
1921 · 
1922 · 
1923 · 
1924 · 
1925 · 
1926 · 
1927 · 
1928 · 
1929 · 
1930 · 
1931 · 
1932 · 
1933 · 
1934 · 
1935 · 
1936 · 
1937 · 
1938 · 
1939 · 
1940 · 1941 · 1942 · 1943 · 1944 · 1945 · 
1946 · 
1947 · 
1948 · 
1949 · 
1950 · 
1952 · 
1952 · 
1953 · 
1954 · 
1955 · 
1956 · 
1957 · 
1958 · 
1959 · 
1960 · 
1961 · 
1962 · 
1963 · 
1964 · 
1965 · 
1966 · 
1967 · 
1968 · 
1969 · 
1970 · 
1971 · 
1972 · 
1973 · 
1974 · 
1975 · 
1976 · 
1977 · 
1978 · 
1979 · 
1980 · 
1981 · 
1982 · 
1983 · 
1984 · 
1985 · 
1986 · 
1987 · 
1988 · 
1989 · 
1990 · 
1991 · 
1992 · 
1993 · 
1994 · 
1995 · 
1996 · 
1997 · 
1998 · 
1999 · 
2000 · 
2001 · 
2002 · 
2003 · 
2004 · 
2005 · 
2006 · 
2007 · 
2008 · 
2009 · 
2010 · 
2011 · 
2012 · 
2013 · 
2014 · 
2015 · 
2016 · 
2017 ·
2018 ·
2019 ·
2020 ·
2021 ·
2022 ·
2023
Albanië ·
Andorra ·
Argentinië ·
Armenië ·
Australië ·
Azerbeidzjan ·
België ·
Bosnië en Herzegovina ·
Brazilië ·
Bulgarije ·
Canada ·
Chili ·
China ·
Costa Rica ·
Cyprus ·
DDR ·
Denemarken ·
Duitsland ·
Engeland ·
Estland ·
Faeröer ·
Finland ·
Frankrijk ·
Georgië ·
Gibraltar ·
Griekenland ·
Hongarije ·
Ierland ·
IJsland ·
Iran ·
Israël ·
Italië ·
Jamaica ·
Japan ·
Joegoslavië ·
Kazachstan ·
Koeweit ·
Kroatië ·
Letland ·
Liechtenstein ·
Luxemburg ·
Malta ·
Mexico ·
Moldavië ·
Montenegro ·
Nederland ·
Nieuw-Zeeland ·
Noord-Ierland ·
Noord-Macedonië ·
Noorwegen ·
Oekraïne ·
Oostenrijk ·
Panama ·
Paraguay ·
Polen ·
Portugal · 
Qatar ·
Roemenië ·
Rusland ·
San Marino ·
Saoedi-Arabië ·
Schotland ·
Servië ·
Servië en Montenegro ·
Slovenië ·
Slowakije ·
Sovjet-Unie ·
Spanje ·
Trinidad & Tobago ·
Tsjechië ·
Tsjecho-Slowakije ·
Tunesië ·
Turkije ·
Uruguay ·
Verenigde Staten ·
Wit-Rusland ·
Zuid-Korea ·
Zweden ·
Zwitserland
Engeland (2016) · 
Denemarken (2021) · 
Italië (2021) · 
Rusland (2016) ·
Slowakije (2016) · 
Turkije (2021) · 
Zwitserland (2021)